# Leptoperla cacuminis
Leptoperla cacuminis é uma espécie de insecto da família Gripopterygidae.
É endémica da Austrália.